# Laicizace
Laicizace (v obecném významu znamená zesvětštění) je v církvi propuštění duchovního (biskupa, kněze nebo jáhna) ze stavu duchovenstva. Kodex kanonického práva z roku 1983 upravuje laicizaci zejména v kánonu 290.
K laicizaci může dojít:
- rozhodnutím soudu nebo správním rozhodnutím o prohlášení neplatnosti svěcení (má deklaratorní charakter, takže se na dotyčného hledí, jako by nikdy nebyl vysvěcen)
- v důsledku trestněprávního rozhodnutí (trest propuštění z duchovenského stavu)
- reskriptem Svatého stolce na základě žádosti duchovního (na vyhovění žádosti však není právní nárok)

Kromě prvního případu duchovní nepozbývá laicizací svěcení a není zproštěn povinnosti celibátu (v případě laicizace kněze na žádost proto musí být žádáno jak o laicizaci, tak o dispens od celibátu).